# ダルマチア諸島

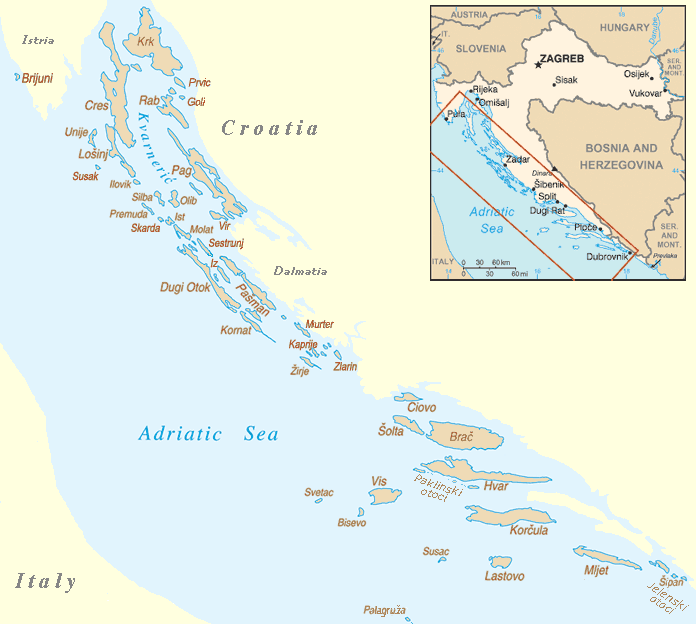
クロアチア領の島の地図

ダルマチア諸島（ダルマチアしょとう）は、アドリア海の東部にある諸島。大部分はクロアチアのダルマチアに属する。
ダルマチアの沿岸に沿った諸島であり、長さは約300km。地質構造の影響により、多くの島は北西-南東方向の細長い形状となっている。

## 主な島
- クルク島
- ツレス島
- ラーズ島
- パグ島
- ドゥギ島
- ブラチ島
- コルチュラ島